# Canaryfly
A Canaryfly S. L. egy spanyol regionális légitársaság, amely a Kanári-szigetek között üzemeltet járatokat. Központja a Gran Canaria repülőtér. Jelenleg 6 darab ATR 72-500 típusú, turbólégcsavaros repülőgéppel rendelkezik, és mintegy 150 személyt foglalkoztat.

## Úti célok
- Gran Canaria – Lanzarote
- La Palma - Tenerife
- Fuerteventura – Gran Canaria
- Gran Canaria – Tenerife
- Tenerife – Lanzarote
- Tenerife – Fuerteventura
- Gran Canaria – El Hierro
- Tenerife – El Hierro[3]